# Andra Ursuta
Andra Ursuta (* 1979 in Salonta, Rumänien) ist eine rumänische Installationskünstlerin. Sie lebt und arbeitet in New York City.

## Leben

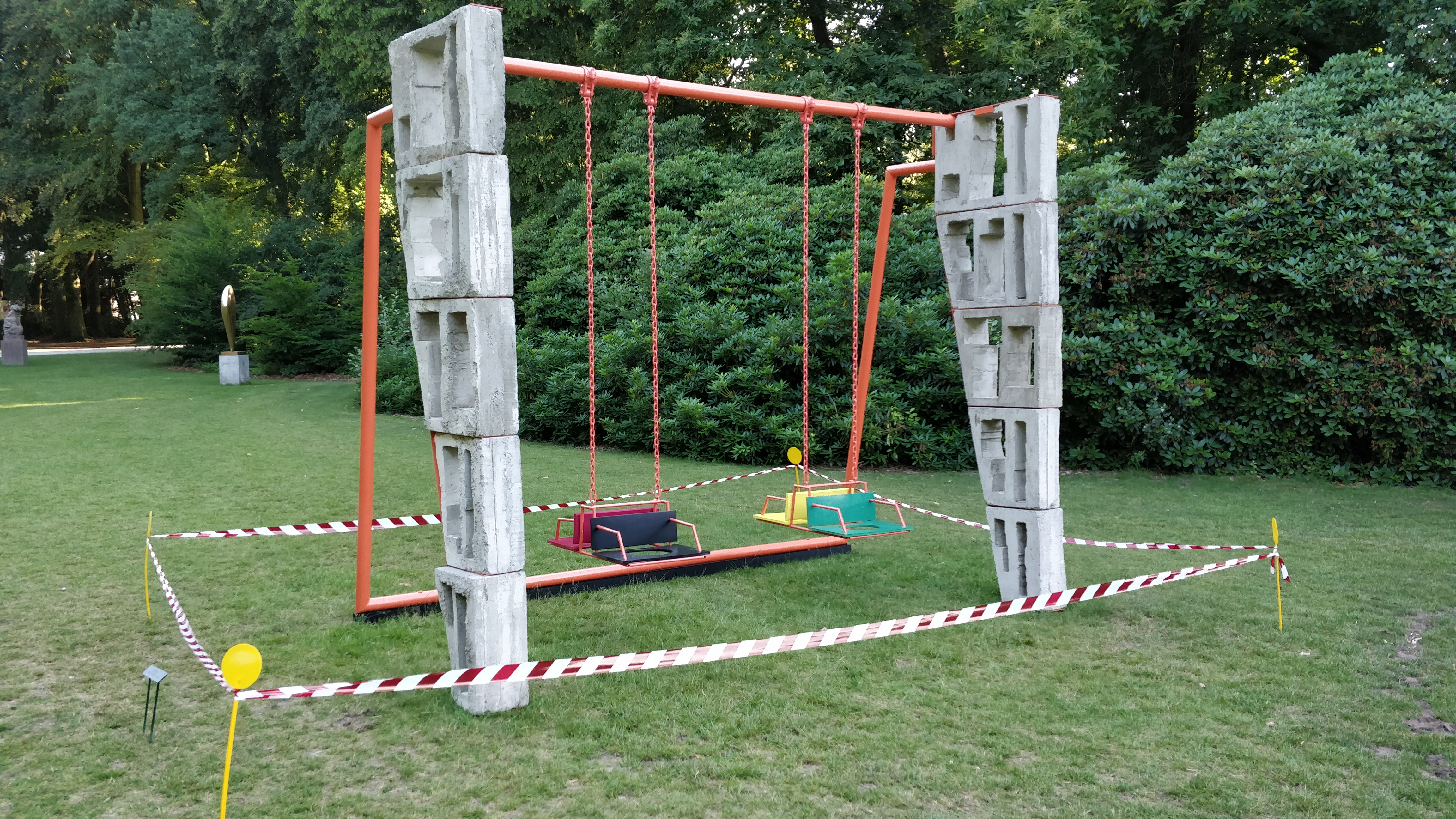
„Natural Born Artist“ von Andra Ursuta

Nach dem Abschluss ihres Studiums in Kunstgeschichte und visueller Kunst an der Columbia-Universität im Jahr 2002 hatte sie ab 2014 internationale Einzelausstellungen in Deutschland, Schweiz, Italien und Frankreich. Mit Scytheseeing im Kölnischen Kunstverein, mit Whites in der Kunsthalle Basel, mit Vanilla Isis im Fondazione Sandretto Re Rebaudengo und mit Void Fill bei David Zwirner. 2013 wie 2019 nahm sie an der Internationalen venezianischen Biennale teil.
Im Jahr 2024 trat sie in Luca Guadagninos Spielfilm Queer auf.

## Ausstellungen (Auswahl)

### Einzelausstellungen
- 2014: Andra Ursuţa: As I Lay Drying, Institute of Contemporary Art, Miami Andra Ursuţa: Fartchitectures, Peep-Hole Art Center, Mailand
- 2014: Andra Ursuţa: Scytheseeing, Kölnischer Kunstverein, Köln
- 2014: Hammer Projects: Andra Ursuţa, Hammer Museum, Los Angeles
- 2015: Andra Ursuţa: Whites, Kunsthalle Basel
- 2016: Andra Ursuţa: Alps, New Museum, New York City

### Gruppenausstellungen
- 2011: The 2011 Bridgehampton Biennial, Martos Gallery, Bridgehampton
- 2013: 55. International Venice Biennial: The Encyclopedic Palace, La Biennale di Venezia
- 2015: 13. Lyon Biennale: La vie moderne, La biennale de Lyon
- 2017: A Good Neighbour. 15th Istanbul Biennial, Istanbul
- 2018: Experience Traps, Middelheim Museum, Antwerpen
- 2019: La Brique, The Brick, Cărămida, La Kunsthalle, centre d'art contemporain Mulhouse